# 15849 Billharper
15849 Billharper (1995 YM10) là một tiểu hành tinh vành đai chính được phát hiện ngày 18 tháng 12 năm 1995 bởi Spacewatch ở Kitt Peak.